# Trypetisoma sticticum
Trypetisoma sticticum är en tvåvingeart som först beskrevs av Friedrich Hermann Loew 1863.  Trypetisoma sticticum ingår i släktet Trypetisoma och familjen lövflugor. Inga underarter finns listade i Catalogue of Life.